# 马世骏
马世骏（1915年11月5日—1991年5月30日），男，山东滋阳（今兖州）人，中国昆虫生态学家，中国科学院动物研究所研究员、生态环境研究中心名誉主任。研究东亚飞蝗生理生态学、粘虫越冬迁飞规律、害虫种群动态及综合防治理论。 为中国昆虫生态学奠基人之一。

## 生平
1937年毕业于国立北平大学农学院生物系。1948年获美国犹他大学研究院科学硕士学位。1950年获美国明尼苏达大学研究院哲学博士学位。1980年当选为中国科学院院士（学部委员）。1991年5月30日，于河北省丰润县不幸因车祸去世。